# Rusty Gilder
Rusty Gilder (* um 1940) ist ein US-amerikanischer Jazzmusiker (Kontrabass, auch Trompete).

## Leben und Wirken
Gilder, der aus Louisiana stammt, spielte zunächst in der Modern-Jazz-Szene von New Orleans; erste Aufnahmen entstanden im Trio des Pianisten Karl Boxer (...Comes Out Swinging, Dot, 1965). In den folgenden Jahren arbeitete er als Bassist im Raum New York u. a. im Ensemble von Philip Glass (1971/72), im Bereich des Jazz mit Richard Landry, Marian & Jimmy McPartland (The McPartlands Swingin’, 1973), Gerry Mulligan, Teddi King, Jimmy Rowles (The Special Magic of Jimmy Rowles, 1974) und Dick Haymes (As Time Goes By, 1978). Mit Trio von Marion McPartland spielte er 1973 im Club Carlyle und im Americana Hotel; 1974 im Duo mit dem Pianisten Calvin Jackson im  Jazzclub Cookery.  In späteren Jahren trat er auch als Trompeter in New Orleans auf. Im Bereich des Jazz war er zwischen 1965 und 1978 an zwölf Aufnahmesessions beteiligt.